# Rosane Gofman
Rosane Gass Gofman (Rio de Janeiro, 18 de outubro de 1957) é uma atriz e produtora brasileira.

## Biografia
Iniciou sua carreira artística em 1975, quando entrou para a escola de teatro O Tablado, em que atuou em várias peças. Em seguida estreou no teatro profissional. Participou do grupo teatral Pessoal do Despertar, do qual faziam parte os artistas Maria Padilha, Miguel Falabella, Daniel Dantas, Zezé Polessa. Grupo muito considerado em sua época, apresentou peças de destaque como Delito Carnal e Despertar da Primavera.
Rosane Goffman começou a dar aulas de teatro quase ao mesmo tempo em que começou a carreira de atriz, por volta de 1980. É proprietária da Escola de Artes Cênicas Rosane Gofman e foi a coordenadora do curso de formação de ator na Universidade Estácio de Sá, no Rio de Janeiro. Em sua escola, ela deu aulas para algumas pessoas que depois  tiveram muito sucesso na carreira artística, como: Cláudia Rodrigues, Dado Dolabella e outros.
Na peça Parabéns à Você, em 1981, interpretou o papel de mãe do cantor Cazuza. A interpretação lhe rendeu o prêmio Troféu Mambembe como melhor atriz. Na época, aos 19 anos, tinha acabado de ganhar seu primeiro filho.
Na televisão, sua estreia foi em 1983, na novela do horário nobre Louco Amor, de Gilberto Braga. Desde então Rosane tem feito diversas novelas dentro da Rede Globo.
Em 1984 ganha destaque na novela Corpo a Corpo, no papel da misteriosa Jalusa. Em Anos Dourados, de 1986, teve um pequeno personagem, a Lenita. Depois de participar das novelas O Outro e Vale Tudo, ganhou um grande destaque e visibilidade com a personagem Cinira, em Tieta, uma das mulheres que andavam com a vilã Perpétua (vivida por Joana Fomm). A mais jovem das solteironas vivia dando ataques que só eram curados por Osnar (José Mayer) – seu personagem é lembrado até hoje.
Voltou às novelas em 1992, em Pedra sobre Pedra de Aguinaldo Silva. Nos anos noventa participou de diversas produções na Rede Globo, sempre com papéis coadjuvantes, como: Fera Ferida (1993), História de Amor (1995), Vira Lata (1996) e Por Amor (1997). Em 1998 transferiu-se para Rede Manchete e atuou na novela Brida, um de seus únicos trabalhos na televisão fora da Rede Globo.
Retornou à Globo em 2001 e atuou na novela Um Anjo Caiu do Céu e destacou-se na novela Chocolate com Pimenta, como a cômica secretária Roseli, atuando ao lado de Elizabeth Savalla. Acumulou na emissora outros trabalhos memoráveis, entre eles a ginecologista vampiresca Petra Van Preta em O Beijo do Vampiro, a amarga empregada Rosário em Começar de Novo, a enfermeira Nair em Alma Gêmea, a engraçada Néia em Sete Pecados, a cômica secretária Wal em Caminho das Índias.
No cinema interpretou Aurora no filme Mais uma Vez Amor, 2005, e também participou de Fica Comigo em 1998.
Em 2010 atuou na novela Escrito nas Estrelas, de Elizabeth Jhin, como a costureira solteirona Mundinha. Em 2012 repetiu a parceria com Elizabeth Jhin na novela Amor Eterno Amor na pele da alegre empregada Valdirene, que acaba se tornando sócia em vendas de sua patroa.
Afastou-se da televisão durante 4 anos, envolvendo-se em projetos no teatro e pequenas participações em séries. Em 2016 substitui Neusa Maria Faro na novela Êta Mundo Bom!, de Walcyr Carrasco. Neusa  começou a gravar como a personagem Olímpia Castelar, a radioatriz de Herança de Ódio, mas teve que se ausentar após ficar doente e suas cenas tiveram que ser refeitas com uma nova atriz, Rosane, que entrou para substituí-la. 
Em 2018 interpretou a italiana Nicoleta Pricceli em Orgulho e Paixão, novela das 6 da Rede Globo, escrita por Marcos Bernstein.
Em 2019, voltou para o horário nobre da Rede Globo em A Dona do Pedaço, um grande sucesso de autoria de Walcyr Carrasco. Na trama, Rosane deu vida à personagem Ellen, governanta e amiga da protagonista Maria da Paz (Juliana Paes).

## Vida pessoal
É uma atriz carioca nascida em 18 de outubro de 1957. Além de atriz, Rosane também é diretora de teatro e já dirigiu diversas peças. Chegou a iniciar a faculdade de fonoaudiologia pela instituição Henry Dunant, mas largou para se dedicar à vida artística. Desde pequena queria fazer teatro e na época da escola criava peças e personagens.
Irmã da atriz Betty Gofman, a atriz é casada e tem três filhos, Yuri, Kauê e Daniel.

## Filmografia

### Televisão
| Ano  | Título                          | Papel                          | Notas                                      |
| ---- | ------------------------------- | ------------------------------ | ------------------------------------------ |
| 1983 | Louco Amor                      | Estela (Estelinha)             |                                            |
| 1984 | Corpo a Corpo                   | Jalusa Cardozo Hernandez       |                                            |
| 1986 | Anos Dourados                   | Lenida                         |                                            |
| 1987 | O Outro                         | Monalisa                       |                                            |
| 1988 | Vale Tudo                       | Consuelo Soares de Lima        |                                            |
| 1989 | Tieta                           | Cinira de Jesus                |                                            |
| 1992 | Escolinha do Professor Raimundo | Maria Jacinto Pena             | Participação Especial                      |
| 1992 | Pedra sobre Pedra               | Zuleica                        |                                            |
| 1993 | Fera Ferida                     | Vaina Marina                   |                                            |
| 1995 | História de Amor                | Matilde                        |                                            |
| 1996 | Vira Lata                       | Odete                          | Participação Especial                      |
| 1997 | Por Amor                        | Constância Fernandes (Tadinha) |                                            |
| 1998 | Brida                           | Socorro                        |                                            |
| 1999 | Você Decide                     | Sissi                          | Episódio: "Gol de Placa"                   |
| 1999 | O Belo e as Feras               | Terezinha                      | Episódio: "Dos Males o Maior"              |
| 2001 | Um Anjo Caiu do Céu             | Expedita                       |                                            |
| 2002 | O Beijo do Vampiro              | Dr.ª Petra Van Pretta          |                                            |
| 2002 | Coração de Estudante            | Rosa                           | Participação Especial                      |
| 2003 | Chocolate com Pimenta           | Roseli Castro Fritz            |                                            |
| 2004 | Começar de Novo                 | Rosário                        |                                            |
| 2005 | Alma Gêmea                      | Nair                           |                                            |
| 2007 | Sete Pecados                    | Edinéia Silva (Néia)           |                                            |
| 2008 | Casos&Acasos                    | Dona Marlene                   | Episódio: "O Beijo, a Foto e o Empréstimo" |
| 2009 | Caminho das Índias              | Walkíria Telles Jordão (Wal)   |                                            |
| 2010 | Escrito nas Estrelas            | Raimunda Rodrigues (Mundinha)  |                                            |
| 2012 | Amor Eterno Amor                | Valdirene dos Santos (Val)     |                                            |
| 2013 | Se Eu Fosse Você                | Teresa Mendonça (Tetê)         |                                            |
| 2016 | Êta Mundo Bom!                  | Olímpia Castellar              |                                            |
| 2018 | Orgulho e Paixão                | Nicoletta Pricelli             |                                            |
| 2018 | Tô de Graça                     | Nana                           | Episódio: "Uma Babá Quase Perfeita"        |
| 2019 | A Dona do Pedaço                | Ellen da Silva                 |                                            |
| 2021 | Central de Bicos                | Carlota                        |                                            |
| 2025 | Êta Mundo Melhor!               | Olímpia Castellar              |                                            |

### Cinema
| Ano  | Título                            | Personagem          | Notas                |
| ---- | --------------------------------- | ------------------- | -------------------- |
| 1998 | Fica Comigo                       | Susana Bacelar      |                      |
| 2005 | Mais uma Vez Amor                 | Aurora              |                      |
| 2013 | TPM: Tarados pela Mídia           | Regina              | Filme para televisão |
| 2021 | Confissões de uma Garota Excluída | Djanira de Oliveira |                      |
| 2023 | O Porteiro                        | Dona Adelaide       | [ 8 ]                |
| 2024 | Vidente por Acidente              | Dra. Léa Wainer     |                      |

## Teatro
- 1979 - O Despertar da Primavera, de Frank Wedekind, direção de Paulo Reis
- 1980 - Delito Carnal, de Eid Ribeiro, direção de Paulo Reis
- 1981 - Parabéns à Você, direção de Ariel Coelho
- 2000 - Somos Irmãs, de Cininha de Paula e Ney Matogrosso, direção de Sandra Louzada
- 2007 - Êxtase, de Walcyr Carrasco, direção de Michel Bercovitch
- 2008 - Toc Toc, de Laurent Baffie, direção de Alexandre Reinecke
- 2008 - Amor Perfeito, de Denise Crispun, direção de Beto Brown

## Prêmios e Indicações
- 1981 - Troféu Mambembe Melhor Atriz por Parabéns à Você